# شیخ آهنین
حسین خسرو علی وزیری (۱۸ شهریور ۱۳۲۱ – ۱۷ خرداد ۱۴۰۲) که بیشتر با نام رینگ خود شیخ آهنین (به انگلیسی: The Iron Sheik) شناخته می‌شود، کشتی‌گیر حرفه‌ای و بازیگر ایرانی-آمریکایی بود. او کشتی را به‌صورت حرفه‌ای در ۱۹۷۲ در ایران آغاز کرد و سپس در مسابقات کشتی حرفه‌ای آمریکا با نام شیخ آهنین ظاهر شد. او تنها کشتی‌گیر حرفه‌ای ایرانی در تاریخ دبلیودبلیوئی بود که در سال ۱۹۸۳ قهرمان سنگین‌وزن جهانی دبلیودبلیواف شد. وی در زمان فعالیتش به عنوان یک کشتی‌گیر حرفه‌ای موفق به دستیابی به ۱۵ قهرمانی مختلف از جمله قهرمانی دبلیودبلیوئی شد.
این شخصیت در طول دوران طلایی کشتی حرفه‌ای دبلیودبلیواف در دهه ۱۹۸۰ به اوج خود رسید و رقابت او با هالک هوگان، هوگان را به یکی از بزرگ‌ترین قهرمانان تلویزیونی آن دهه تبدیل کرد. او بعداً یک تیم تگ با نیکولای ولکوف تشکیل داد که قهرمانی تگ تیم دبلیودبلیواف را در مراسم افتتاحیه رسلمانیا به دست آورد. در سال ۲۰۰۵، او به تالار مشاهیر دبلیودبلیوئی معرفی شد.

## اوایل زندگی
خسرو وزیری در ۱۸ شهریور ۱۳۲۱ در شهر دامغان ایران به دنیا آمد. اگرچه تاریخ تولد او در گذرنامه‌اش ۱۵ مارس ثبت شده بود، اما به دلیل اینکه خانواده‌اش به خاطر تغییرات بین تقویم میلادی و هجری شمسی، تولدش را در ۹ سپتامبر جشن می‌گرفت. او در جوانی، کشتی‌گیر ایرانی برنده مدال طلای المپیک، غلامرضا تختی را الگو خود می‌دانست و پس از آن به عنوان یک کشتی‌گیر آماتور نامی برای خود دست و پا کرد. او همچنین چندین سال به عنوان محافظ شاه ایران محمدرضا پهلوی و خانواده‌اش کار کرد همچین چند سال آخر عمرش در ترکیه محافظ شخصی اردلان نوذری رپر محبوب ایرانی با نام هنری(leovamp)بوده است.

## فعالیت حرفه‌ای
خسرو برای حضور در تیم کشتی فرنگی ایران در المپیک تابستانی ۱۹۶۸ مکزیکوسیتی به رقابت پرداخت. او سپس به آمریکا رفت و در دهه ۱۹۷۰، به عنوان کمک مربی دو تیم المپیک ایالات متحده آمریکا مشغول به کار شد. در سال ۱۹۷۱، او قهرمان کشتی فرنگی اتحادیه ورزشکاران آماتور و برنده مدال طلا در وزن ۱۸۰٫۵ پوند (۸۱٫۹ کیلوگرم) بود. او بعداً به عنوان دستیار مربی تیم ایالات‌متحده برای بازی‌های المپیک ۱۹۷۲ در مونیخ انتخاب شد.

## درگذشت
وزیری در ۷ ژوئن، سال ۲۰۲۳ در منزل شخصی خود در شهر فیتویل، جورجیا درگذشت.